# Ферхат-паша Соколовић
Ферхат-паша Соколовић (тур. Sokollu Ferhad Paşa) био је османски војсковођа и државник, санџакбег, гази и први беглербег Босанског пашалука. Сматра се за једним од најистакнутијих личности у историји Босне.
Ферхат је потицао из познате српске породице и био је рођак великог везира Мехмед-паше Соколовића, рођак патријарха Макарија Соколовића и ујак познатог историчара Ибрахима Печевија. Већи део свог живота провео је у Босни. Падом Клиса и јачањем Отоманске владавине у југозападним деловима Босне створен је Клишки санџак чији је први управник био Ферхат-паша. При крају свог живота био је постављен и за намесника Будимског пашалука.
Током свог управљања саградио је многе јавне грађевине и инфраструктурне објекте. Водоводна мрежа из његовог периода остала је у употреби све до првих година 20. века. По њему име је добила и бањалучка џамија Ферхадија коју је изградио од откупнине за заробљеног грофа Волфа Енгелберта вон Ауерсперга.

## Порекло
Ферхад је потицао из угледне херцеговачке породице Соколовић. По доласку Османлија, један део породице је прихватио ислам, а један део задржао хришћанско веровање. Ферхадов отац прешао је у ислам и примио име Рустембег. Рођен је у селу Соколовићи надомак места Рудо у данашњој Републици Српској, међутим, није познат тачан датум рођења Ферхада. Претпоставља се да је рођен између тридесетих и четрдесетих година 16. века. Имао је двојицу браће Али-бега и Дервиш-пашу.
Није тачно познато колико је имао деце. Познато је да су нека од његове деце сахрањена у касаби Ливно. Његов син Мехмедбег постао је бањалучки капетан, као и његов унук Ферхадбег, а праунук Мустај-паша легатор .
Као дечак постаје гилман у данку у крви. Најпре је одведен у Једрене, а затим у Цариград где се школовао на султановом двору.

## Период владавине
Након школовања у ендеруну у Истанбулу враћа се у Босну. На јесен 1566. године, под протекцијом Мехмед-паше Соколовића постао је санџакбег Клиса и ту функцију обављао је до 1574. године. Током Кипарског рата, Пијал-паша предводио је главне нападе дуж венецијанских поседа на далмацијској обали. Помоћ коју је Ферхад пружао са копна показала је његове добре војне способности. Извршио је напад на Шибеник и Задар, али је због недостатка муниције и хране његова војска била приморана да заустави нападе. Убрзо је заузео и Земуник који је постао једно од главних османских упоришта на задарском подручју. Године 1570. освојио је тврђаву Веспоље и након надоградње дао јој име Седи-ислам. Освојио је и ојачао тврђаве Плочник, Скрадин, Орнис, Оброваш, куле Вичево и плодну Тину, које су постали поседи породице Соколовић. Током његовог управљања, територија Клис санџака је значајно проширена. Када су борбе у Далмацији престале, Ферхад је обавештен да загребачки каноник Фрањо Филиповић припрема напад на Босну. Уз помоћ Синан-бега Бољанића, Ферхад је заробио Фрању и послао га у Цариград. Тамо је каноник прешао у ислам и добио име Мехмед где је и основао породицу Филиповић-бег.
Ферхадове војне и политичке победе запазио је султан и велики везир, те га 1573. године постављају за управника Босанског санџака наследивши свог рођака Мехмед-пашу који постаје лала и велики везир. Клисом је наставио да управља Ферхадов брат, Али-бег Соколовић.
Прва велика војна операција Ферхада као управника Босанског санџака била је битка на реци Бихаћ 1573. године. Убрзо потом кренуо је у освајање поседа на територији Краљевине Хрватске где се његова војска у близини града Будачки сукобила са аустроугарским генералом Хербартом VIII Ауерспергом Турјашкијем. У Будачкој битци, 22. септембра 1575. године Хербарт је убијен, а његова глава одсечена и послата султану у Цариград. У овој бици заробљен је и Харбертов син Енгелберт чије је живот, заједно са Хербертовом главом, откупила родбина. Енгелбертова мајка дала је 30.000 дуката, што је Ферхад искористио за изградњу Ферхадије и на десетине других објеката у Бања Луци.
Упркос мировном уговору између Хабзбуршке монархије и Османске империје који је Мехмед паша обновио 1575. године, турски упади на хабзбуршку територију су настављени. Процењује се да је Ферхад током 1576. године извршио између 50 и 60 напада. У током пролећа и лета 1576. уз помоћ 7000 војника напао је Храстовицу и заузео Бужим. Његово следећи поход био је на Бихаћ, где га је сачекала велика супротничка војска. Упоредо са нападом на Бихаћ, послао је војнике на Млетачку републику. Због учесталих војних напада, Хабзбурговци су послали свог изасланика у Цариград како би обновили мировни уговор. Монархија је захтевала исплату 50.000 цехина и да се врате територије Цазина и Бужима. Мехмед-паша је одбио ову понуду а Ферхад је наставио походе, освојивши Мутник, Велику Кладушу, Пач, Подзвизд и Зрин. Овим је готово цела долина реке Уне, с изузетком Бихаћа, била под контролом Ферхад-паше. Његов пораз на реци Корана прославио је генерала Јохана Варенбега и дао наду бечкој влади да се супротстави Османлијама. Надвојвода Карл именовао је заповедника Јохана Кевенхилерa и доделио ми више од 10.000 војника да се супротстави Ферхадовим нападима. Кевенхилерa је успео да поврати територије Зрина, Бужима и Цазина, али их је Ферхад контранападом поново освојио проширивши власт и на Драженик. Убрзо потом основан је нови санџак са центром у граду Острожцу. Због својих јаких војничких способности и освајачких похода Ферхад-паша добија титулу газије. Да би ојачала своје границе и заштитили се од напада, Хабзбурговци су почели насељавање пограничних делова са избеглим становништвом из Србије. Иако су у Бечу и Грацу потписани споразуми о ненападању, Ферхад је наставио са својим упадима, што је натерало многе становнике пограничних насеља у масовно бекство.

## Беглербег
У пролеће 1580. године основан је Босански пашалук (Ејалат) за чијег првог беглербега постављен Ферхад. Седиште новооснованог ејалата пресељено је у Бањалуку. Ибрахим-паша Печевија, Ферхадов нећак, забележио је да је у том периоду у Бањалуци живело око 1000 људи, укључујући двеста до триста одабраних делија. Ејалат је обухватио Босански, Херцеговачки, Клиски и Пожешки санџак. Новоосновани Босански пашалук обухватао је територију већу од било које претходне којом је управљао неки средњовековни босански владар. Ферхад-паша је поред честих војних акција одржавао и добре политичке односе са Дубровачком републиком од којих је добијао скупоцене поклоне и одржавао значајне трговинске односе.
Након што је учврстио свој пашалук, Ферхад-паша се све мање борио. Његова најзначајнија борба пред смрт била је у октобру 1584. године када је са око 9.000 ратника напао Крањску.
Септембра 1590. Ферхад-пашу убија његов слуга. Његово тело допремљено је у Бањалуку и сахрањено у турбану надомак Ферхадије. Након убиства, Босански пашалук прешао је у руке Лале Мехмед-паше Соколовића.

## Задужбине
Владавина Ферхад паше умногоме је утицала на развој Бања Луке. Мало насеље за неколико година постало је значајно седиште Османске моћи на Европском тлу. У доба његове владавине саградио је преко две стотине објеката, укључујући и бањалучку тврђаву која је у почетку служила за одбрану. У доњем току реке Врбас основао је насеље Касаба Лисина.
Ферхад паша је велики део новца добијеног од породице Ауерсперг – Турјашкиј за откуп Енгелберта и главе Хербарта VIII уложио у развој Бања Луке.
Његове најпознатије задужбине су:
- Бањалучки мектеб - исламска основна школа;
- Хамам у близини Ферхадије саграђен је око 1585. године који је имао сопствени водовод. Средњовековна водоводна мрежа остала је у употреби све то десетих година 20. века. Отомански путописац Евлија Челебија написао је о хамаму да је веома леп и познат и да се заваљујући његовој водоводној мрежи развило водоснабдевање у већини великих кућа у Бања Луци;
- Ферхадија или Ферхад-пашина џамија;
- Шадрван – затворену фонтану од црвеног мермера саграђена је у дворишту Ферхадије;
- Каравансарај Ферхад-паше у Бања Луци саграђен је око 1578. године;
- Безистан Бањалучки;
- Велики дрвени мост преко Врбаса;
- Камени мост преко потока Црквине;
- Воденица на брду Тињ.